# Helicolenus
Helicolenus è un genere di pesci ossei marini appartenente alla famiglia Sebastidae.

## Distribuzione e habitat
Le specie del genere si incontrano sia nell'Oceano Atlantico che nel Pacifico, in entrambi gli emisferi. Nel mar Mediterraneo è presente H. dactylopterus. Vivono soprattutto nel piano circalitorale.

## Specie
- Helicolenus avius
- Helicolenus barathri
- Helicolenus dactylopterus
- Helicolenus fedorovi
- Helicolenus hilgendorfii
- Helicolenus lahillei
- Helicolenus lengerichi
- Helicolenus mouchezi
- Helicolenus percoides[1]